# Vikash Dhorasoo
Vikash Dhorasoo (* 10. Oktober 1973 in Harfleur, Département Seine-Maritime) ist ein ehemaliger französischer Fußballspieler. Seine Vorfahren sind indisch-mauritischer Abstammung.

## Vereinskarriere
In der Normandie aufgewachsen, spielte er ab 1993 als Profi bei Le Havre AC. Dort machte der nur 1,68 m große, offensive Mittelfeldspieler durch seine Schnelligkeit (auch mit Ball) und sein präzises Passspiel auf sich aufmerksam. Daraufhin holte ihn 1998 Olympique Lyon, wo er insgesamt fünf erfolgreiche Jahre verbrachte: er gewann zwei Meistertitel und zweimal auch den Ligapokal. Allerdings überwarf er sich in der Saison 2000/01 mit Trainer Jacques Santini und auch mit einigen seiner Mitspieler (namentlich Grégory Coupet), so dass OL ihn für ein Jahr (2001/02) an die Girondins Bordeaux auslieh, wo Dhorasoo erneut Ligapokalsieger wurde und anschließend nach Lyon zurückkehrte. Unter Trainer Paul Le Guen wurde er endgültig zum unangefochtenen Stammspieler, der seither auch in einer eher defensiven Mittelfeldrolle überzeugte.
Deswegen verpflichtete ihn 2004 der AC Mailand; Vikash Dhorasoo fühlte sich dort allerdings nicht sonderlich wohl, saß auch beim Europapokalendspiel nur auf der Bank und war deshalb froh, dass ihm Paris Saint-Germain 2005 einen Vertrag anbot. Gleich in seiner ersten Saison nach dem Italien-Zwischenspiel gewann er mit der Coupe de France 2006 wieder einen nationalen Titel, erzielte im Endspiel auch den entscheidenden Treffer.
Im Oktober 2006 wurde sein Vertrag wegen Differenzen zwischen ihm und dem Trainer fristlos gekündigt. Nach einem Dreivierteljahr Vereinssuche wechselte er im Sommer 2007 zur AS Livorno.
Ende Oktober 2007 löste der Verein den Vertrag vorzeitig auf, da Dhorasoo sich geweigert hatte, im Jugendteam mitzuspielen, wo er seine Fitness verbessern sollte. So verließ Dhorasoo die AS Livorno, ohne je ein Spiel für sie bestritten zu haben.
Im Dezember 2007 stand Dhorasoo kurz vor einer Vertragsunterschrift beim französischen Zweitligisten Grenoble Foot 38, gab jedoch schließlich sein Karriereende bekannt.

## Der Nationalspieler
Vikash Dhorasoo, der schon die Jugendnationalmannschaften durchlaufen hatte und 1995 mit der französischen Militärauswahl sogar Weltmeister geworden war, bestritt seit März 1999 bisher 18 Länderspiele für die französische Nationalelf und erzielte dabei ein Tor (Stand: 3. Oktober 2006). Dass er es nicht auf mehr Einsätze gebracht hat, lag daran, dass die Rolle des Spielmachers in der Équipe tricolore lange Zeit an Zinédine Zidane vergeben war.
Dhorasoo gehörte zum französischen Aufgebot für die Weltmeisterschaft in Deutschland, kam dort jedoch nur 16 Minuten zum Einsatz. Während der Weltmeisterschaft drehte er gemeinsam mit Fred Poulet den Video-Dokumentarfilm Substitute über sein Reservistendasein. Die Veröffentlichung der Aufnahmen brachte ihm mit einigen Nationalmannschaftskameraden Ärger ein, da diese nicht vorher darüber in Kenntnis gesetzt wurden.

## Leben außerhalb des Spielfelds
Vikash Dhorasoo, der vor seiner Profikarriere ein Studium der Volkswirtschaft begonnen hatte, gilt bei Journalisten als ein „Fußballintellektueller“, der deswegen häufiger Gast in Redaktionen, Fernseh- und Rundfunkstudios ist. In Kooperation mit seinem ersten Profiverein le HAC hat er in Gonfreville-l’Orcher ein „Fußballcamp“ für 8–14-Jährige geschaffen; außerdem unterstützt er eine Einrichtung finanziell, die sich um Kinder aus problematischen sozialen Verhältnissen kümmert.
Dhorasoo ist verheiratet mit Emilie und hat zwei Töchter. Seine Vorfahren wanderten vom südindischen Bundesstaat Andhra Pradesh nach Mauritius aus. Der Hindu gehört der Telugugemeinschaft an.

## Palmarès
- Vizeweltmeister: 2006
- Französischer Meister: 2002/03, 2003/04 (mit Lyon)
- Französischer Pokalsieger: 2005/06 (mit Paris)
- Französischer Ligapokalsieger: 2001 (mit Lyon), 2002 (mit Bordeaux)
- Militärweltmeister 1995
- Étoile d’Or: 1998, 2004